# Rule, Britannia!
Rule, Britannia! és una cançó patriòtica britànica, originària del poema de James Thomson, musicalitzada per Thomas Arne l'any 1740. La seva fama creixé amb l'expansió marítima de la Gran Bretanya. Sol ser cantada en diversos esdeveniments públics.

## Lletra
When Britain first at Heav'n's command
Arose from out the azure main;
This was the charter of the land,
And guardian angels sang this strain;
Rule, Britannia! Britannia, rule the waves:
Britons never never never shall be slaves.
The nations not so blest as thee,
Shall in their turns to tyrants fall;
While thou shalt flourish great and free,
The dread and envy of them all.
Rule, Britannia! Britannia, rule the waves:
Britons never never never shall be slaves.
Still more majestic shalt thou rise,
More dreadful from each foreign stroke;
As the loud blast that tears the skies,
Serves but to root thy native oak.
Rule, Britannia! Britannia, rule the waves:
Britons never never never shall be slaves.
Thee haughty tyrants ne'er shall tame,
All their attempts to bend thee down
Will but arouse thy generous flame;
But work their woe, and thy renown.
Rule, Britannia! Britannia, rule the waves:
Britons never never never shall be slaves.
To thee belongs the rural reign;
Thy cities shall with commerce shine;
All thine shall be the subject main,
And every shore it circles thine.
Rule, Britannia! Britannia, rule the waves:
Britons never never never shall be slaves.
The Muses, still with freedom found,
Shall to thy happy coast repair;
Blest Isle! With matchless beauty crowned,
And manly hearts to guide the fair.
Rule, Britannia! Britannia, rule the waves:
Britons never never never shall be slaves.

### Traducció
Quan per primera vegada Britànnia obeint el Cel
Sorgí de l'alta mar atzur;
Aquest era el fur de la terra,
I els àngels de la guarda cantaren aquest aire;
Governa, Britànnia! Britànnia, governa les ones:
Els britànics mai, mai, mai no seran esclaus.
Les nacions menys benaurades que tu,
Aniran caient davant dels tirans;
Mentre tu prosperaràs lliure i gran,
El temor i l'enveja de totes elles.
Governa, Britànnia! Britànnia, governa les ones:
Els britànics mai, mai, mai no seran esclaus.
T'alçaràs encara més majestuosa,
Més fatal amb cada cop estranger;
Quan el gran esclat que obre el cel,
Només serveixi per arrelar el teu roure nadiu.
Governa, Britànnia! Britànnia, governa les ones:
Els britànics mai, mai, mai no seran esclaus.
Els tirans altius mai no et domaran,
Tots els seus intents de doblegar-te
No faran més que atiar la teva copiosa flama;
Augmentar la seva pena i el teu renom.
Governa, Britànnia! Britànnia, governa les ones:
Els britànics mai, mai, mai no seran esclaus.
A tu et pertany el regne rural;
Les teves ciutats lluiran amb el comerç;
Tota l'alta mar se't sotmetrà,
I totes les costes que la voregen seran teves.
Governa, Britànnia! Britànnia, governa les ones:
Els britànics mai, mai, mai no seran esclaus.
Les Muses, encara amb la seva llibertat retrobada,
Es refugiaran a la teva costa feliç;
Illa benaurada! Coronada amb una bellese sense igual,
I cors virils per liderar els justos.
Governa, Britànnia! Britànnia, governa les ones:
Els britànics mai, mai, mai no seran esclaus.